# Balón nuclear

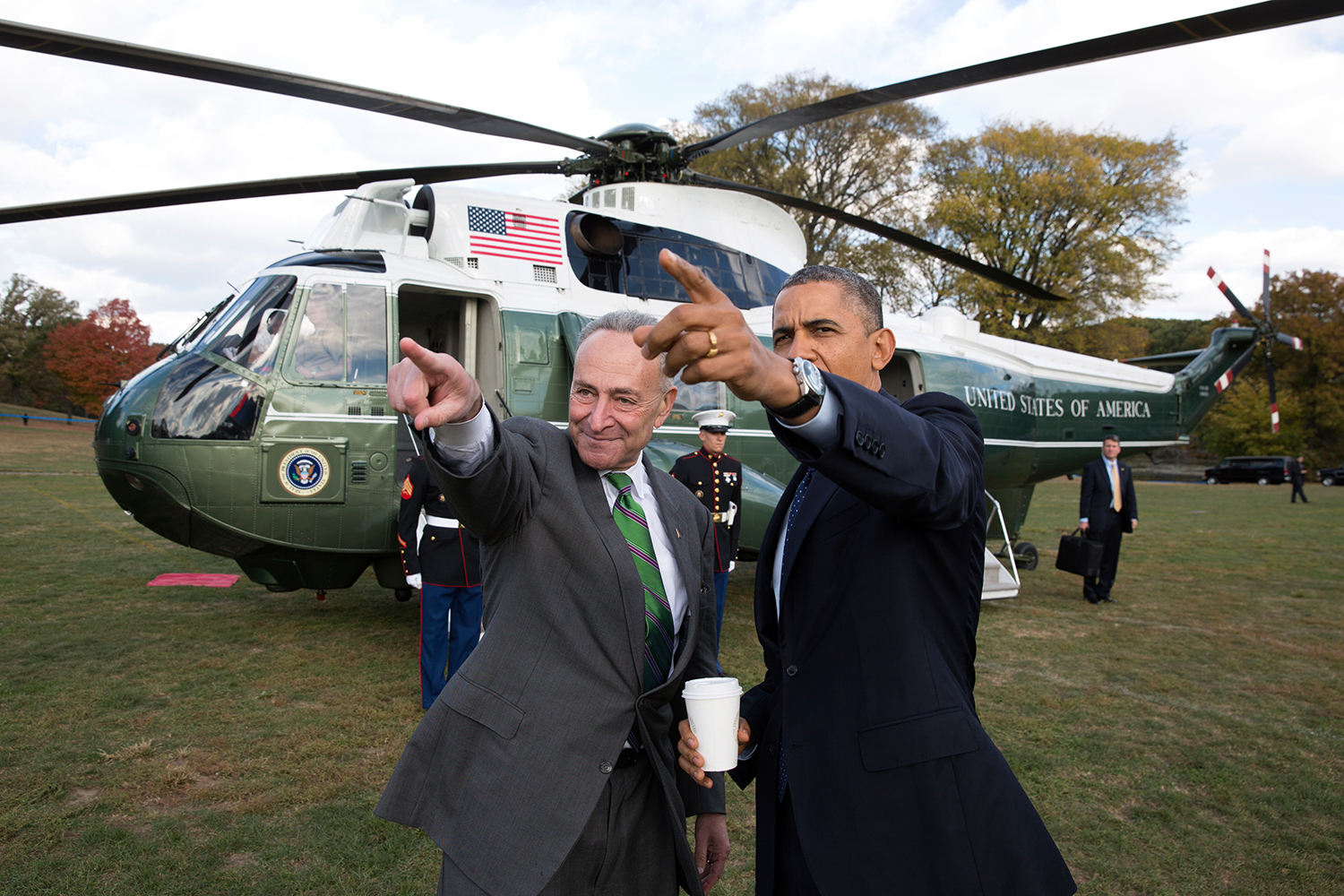
El expresidente de los Estados Unidos, Barack Obama con el senador Chuck Schummer. Detrás se ve un asistente sosteniendo el "balón nuclear"

El balón nuclear (en inglés nuclear football), también conocido como el maletín nuclear, balón atómico o simplemente balón, es un sistema de maletín atómico, cuyo contenido corresponde utilizar al presidente de los Estados Unidos para autorizar un ataque nuclear mientras está fuera de centros de mando, tales como la sala de situación de la Casa Blanca. Funciona como un nodo móvil en el sistema de defensa estratégico de los Estados Unidos. Lo traslada un asistente de campo.
De acuerdo con un artículo del The Washington Post, el presidente siempre está acompañado por un asistente militar que porta el balón con los códigos de lanzamiento del armamento nuclear. El balón es un maletín de metal de la empresa Zero Halliburton llevado dentro de otro maletín de cuero negro, una especie de chaqueta, del que sobresale una pequeña antena cerca del asa. El maletín pesa en torno a 20 kg.